# Lê Huân
Lê Huân (sinh năm 1944) là một nghệ sĩ múa, biên đạo múa với nhiều tác phẩm kinh điển như Anh nuôi say súng, Mưu Thị Hến, Học trò xứ Quảng. Ông nguyên là Chủ tịch Hội Nghệ sĩ Múa thành phố Đà Nẵng và được nhà nước Việt Nam trao tặng danh hiệu Nghệ sĩ nhân dân.

## Tiểu sử
Lê Huân tên thật là Lê Thế Huân, sinh năm 1944 tại Sơn Tây, Hà Nội. Tháng 6 năm 1959, ông trở thành học viên khóa đầu tiên của Trường Múa Việt Nam (nay là Học viện Múa Việt Nam). Sau khi tốt nghiệp loại xuất sắc, ông được nhà trường giữ lại làm giáo viên. Đến tháng 12 năm 1967, ông viết đơn tình nguyện tham gia chiến đấu tại chiến trường Khu 5. Trong những năm Chiến tranh Việt Nam, ông đã tham gia xây dựng đoàn Văn công Giải phóng miền Trung Trung Bộ.
Sau khi Chiến tranh biên giới Tây Nam nổ ra, ông được Cục chính trị Quân khu 5 cử sang Campuchia làm chuyên gia, giúp đỡ xây dựng Đoàn Ca múa tỉnh Stung Treng. Trong khoảng thời gian này, ông đã sáng tác một vở kịch múa ngắn mang tên Angkor bất diệt. Sau khi về hưu, ông tham gia Liên hiệp Văn hóa Nghệ thuật thành phố Đà Nẵng, và là Chủ tịch Hội Nghệ sĩ Múa thành phố trong nhiều nhiệm kỳ. Trong hơn 70 tác phẩm với đề tài chủ yếu là chiến tranh và cách mạng của ông, đã có rất nhiều tác phẩm được các giải thưởng uy tín của nhà nước Việt Nam cũng như các tổ chức khác.

## Khen thưởng
- Nghệ sĩ Ưu tú (1988).
- Giải thưởng Nhà nước về Văn học và Nghệ thuật (2007).
- Nghệ sĩ Nhân dân (2012).[8]